# 卢镇和库卡罗蒙费拉托

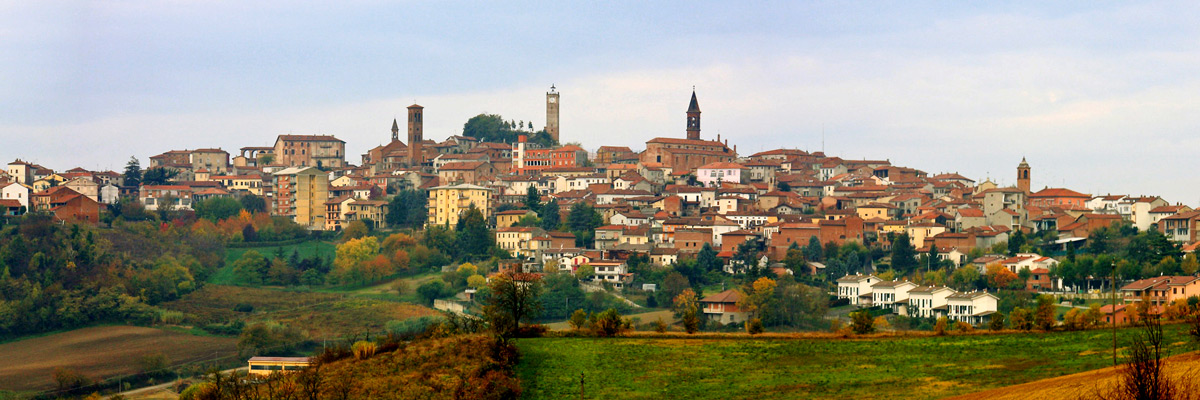
卢镇全景图

卢镇和库卡罗蒙费拉托（義大利語：Lu e Cuccaro Monferrato）是意大利皮埃蒙特大区亞歷山德里亞省的市镇。面积为27.10平方公里，人口数量为1,430人（2017年）。本市镇是在2019年2月1日由卢镇和库卡罗蒙费拉托两个市镇合并而成的。